# Промысловый налог (НЭП)
Промысловый налог — первый денежный налог в промышленности Советского государства.
Изначально большевики придерживались лозунга об отмене денег и, как следствие, денежных налогов, но при переходе к НЭПу Советское правительство было вынуждено вернуться к прежней, существовавшей в Российской империи, традиции налогов и сборов. Первоначально центр тяжести был перенесен на косвенные налоги: акцизы, таможенные, гербовые и прочие сборы — в 1921 году на них пришлось 66,3 % от общей суммы налоговых сборов, а за девять месяцев 1922 года они составили 72 %.
Промысловый налог был введен в июле 1921 года, он состоял из патентного и уравнительного сбора. Но в 1921 году уравнительный сбор вводился только в 58 крупных городах и составлял всего 3 % с оборота, так как государственные, коммунальные предприятия и кооперативные заведения, распределяющие среди населения предметы первой необходимости, им не облагались. В феврале 1922 года к промысловому налогу были привлечены государственные и коммунальные предприятия и отменены льготы для кооперативов. Тогда же была повышена ставка патентного сбора, стоимость которого вносилась теперь по курсу довоенного рубля. Была также проведена дифференциация ставок налога в зависимости от видов товаров с повышенным обложением предметов роскоши. В ноябре 1922 года был введен подоходный налог, в отличие от промыслового учитывающий не величину оборота предприятия, а его доходность.